# Emblème protecteur

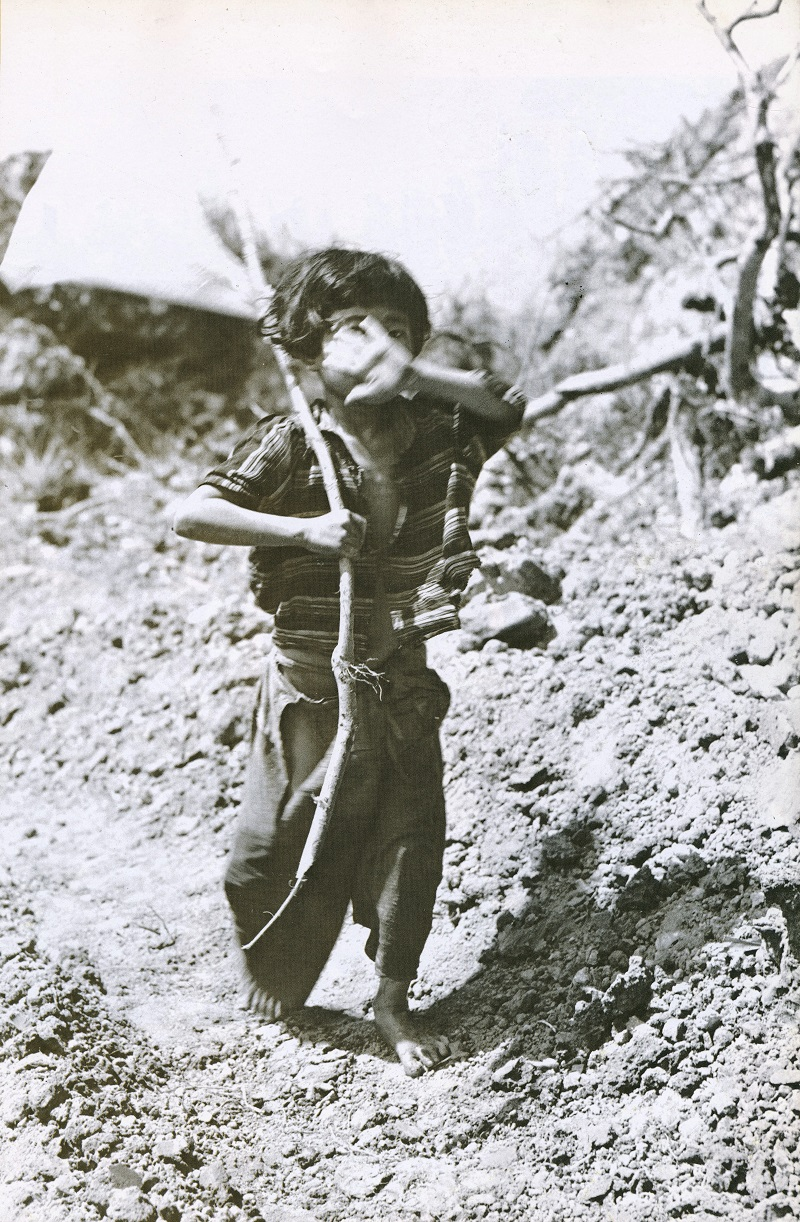
Petite fille tenant un drapeau blanc en juin 1945.

Un emblème protecteur est un symbole utilisé pendant un conflit armé pour indiquer que les personnes ou les objets sont protégés par les traités du droit international humanitaire (DIH). Même si la signification générale de ces emblèmes est « Ne tirez pas ! » ou « N'attaquez pas ! », il existe des nuances selon les emblèmes et les circonstances de leur emploi. Les motifs, la forme et la couleur de ces emblèmes sont définis dans le DIH. En général, ils sont faciles à dessiner afin de pouvoir être représentés soudainement et ils sont à la fois simples, reconnaissables et visibles en toutes circonstances.
L'utilisation d'emblèmes protecteurs est réservée aux conflits armés. Les emblèmes ne peuvent être affichés que par des organisations ou des groupes éligibles qui souhaitent désigner ainsi leur personnel, leurs véhicules, leurs bâtiments ou d'autres objets. L'emploi abusif de ces emblèmes constitue une violation du DIH et peut être réprimé par tous les pays signataires des traités.

## Liste d'emblèmes protecteurs
Sous certaines conditions :
- La Croix rouge[1] et les emblèmes équivalents : Croissant rouge[1], Lion rouge avec un soleil[1], Cristal rouge[2] indiquent les personnes et biens protégés par les Conventions de Genève de 1949 ainsi que le protocole additionnel de 1977. Voir aussi : Emblèmes de la Croix-Rouge ;
- Triangle bleu sur fond orange : protection civile[3] à l'usage des personnes et des biens de la protection civile ;
- Lettres « PG » ou « PW » pour signaler un camp de prisonniers de guerre[4] ainsi que les lettres « IC » pour signaler un camp d'internement de civils[5] ;
- une bande rouge oblique sur fond blanc désigne un hôpital ou une zone de sécurité[6] ;
- le drapeau blanc distingue des parlementaires non armés (négociateurs, ainsi que leur porte-drapeau et éventuellement tambour) qui réclament une trêve ou un cessez-le-feu[7]. Cet emblème peut aussi symboliser la reddition ;
- le drapeau des Nations unies ainsi que les lettres « UN »[8] sur les personnes et le matériel des forces de maintien de la paix mandatées par l'ONU ;
- l'emblème du pacte Roerich pour signaler des monuments historiques, musées ainsi que des établissements scientifiques, artistiques, éducatifs et culturels[9] (exemple : universités, théâtres, Stonehenge) ;
- l'emblème des biens culturels[10] qui figure sur les biens meubles ou immeubles d'une grande valeur pour le patrimoine culturel de tous les peuples. La variante où ce symbole est répété trois fois indique que le bien indiqué se trouve sous une protection particulière[10] ;
- l'emblème des ouvrages et installations « contenant des forces dangereuses » (par exemple des digues ou des centrales nucléaires) : trois cercles orange sur le même axe[11].

## Galerie

Croix rouge
Croissant rouge
Cristal rouge
Protection civile
Hôpitaux et zones de sécurité
Drapeau blanc
Drapeau des Nations unies
Drapeau des monuments et des établissements culturels
Bien culturel
Bien culturel sous protection spéciale
Ouvrages et installations « contenant des forces dangereuses »